# Urgleptes abstersus
Urgleptes abstersus är en skalbaggsart som först beskrevs av Bates 1885.  Urgleptes abstersus ingår i släktet Urgleptes och familjen långhorningar.
Artens utbredningsområde är Belize. Inga underarter finns listade i Catalogue of Life.